# Gigan
Gigan est un kaiju qui apparaît pour la première fois, en 1972, dans le film Godzilla vs Gigan. Il s'agit d'un cyborg qui possède une sorte de bec et une visière à la place des yeux. Ses bras sont terminés par des crochets et une sorte de scie circulaire est présente sur son ventre. Il est capable de voler. 

## Liste des apparitions
- 1972 : Godzilla vs Gigan (Chikyû kogeki meirei: Gojira tai Gaigan), de Jun Fukuda
- 1973 : Godzilla vs Megalon (Gojira tai Megaro), de Jun Fukuda
- 2004 : Godzilla: Final Wars (Gojira: Fainaru uôzu), de Ryuhei Kitamura